# L'Opéra de la lune
L'Opéra de la lune est un livre pour enfants écrit par le poète français Jacques Prévert, illustré par l'illustratrice et écrivaine française Jacqueline Duhême, et paru en 1953. Il s'agit d'un conte poétique relatant l'histoire d'un petit garçon qui se rend dans la Lune chaque nuit pour s'amuser et la décrit aux gens de la Terre. Le livre a fait l'objet d'une adaptation musicale.

## Résumé
Michel Morin est un petit garçon qui n'a jamais connu ses parents. Il vit chez des gens ni bons ni méchants, qui le négligent par manque de temps. Pendant la journée, Michel s'ennuie, mais, chaque soir, il se rend sur la Lune et devient le Petit garçon de la lune. Les gens, sur Terre, le questionnent d'abord avec incrédulité et veulent lui mettre du plomb dans la tête. Mais Michel finit par éveiller leur curiosité et ils veulent savoir à quoi ressemble la vie dans la Lune. Michel Morin leur explique qu'il a noué une relation d'amitié avec la Lune. Il y a vu ses parents, dont il raconte l'histoire : eux aussi ont connu la Lune, mais un jour, sur Terre, ils sont tombés dans la Misère. Il a surtout vu l'Opéra de la lune, qu'il a du mal à décrire mais qui est un endroit magnifique. Tout le monde y chante la chanson de la Lune. La vie sur la Lune est agréable, car les gens ne s'y fatiguent pas, ils travaillent à embellir les jours et les nuits puis partent en vacances. Michel explique aussi que pendant la journée il a très froid à l'école, à cause des cours portant sur le calcul mental et les guerres de religion. Il raconte que les gens de la Lune se sont promenés sur la Terre, mais qu'ils en sont partis à cause du bruit des machines de guerre. Michel finit par s'endormir en souriant et les gens repartent en le laissant tranquille.

## Histoire éditoriale
La première édition suisse du livre paraît en 1953 à Lausanne chez la Guilde du Livre ; le conte y est accompagné d'un feuillet volant montrant le texte de la chanson de la Lune et une partition musicale composée par Christiane Verger. Une autre édition suisse paraît la même année chez Clairefontaine.
En France, le livre est édité en 1974 aux éditions G. P. puis réédité en 1986 chez Gallimard dans la collection « Folio Benjamin ». Il connaît ensuite une réédition en 1995 chez Rouge & Or. Gallimard réédite le livre dans la collection Jeunesse en 2007 puis en 2016.

## Adaptations

### Adaptations au théâtre
L'Opéra de la lune connaît plusieurs adaptations au théâtre. Il est mis en scène en janvier 1981 à Marseille au Cours Julien par la compagnie du Théâtre du Contrepoids, puis au  Cirque Municipal de Reims en mai 1981 par le Centre d'Art et d'Essai du Spectacle pour Enfants.
En 2012, L'Opéra de la lune est adapté en opéra par Brice Pauset, qui en compose la musique, et est créé en France le 12 mai 2012 au Grand Théâtre de Dijon, dans une mise en scène par Damien Caille-Perret .

### Adaptations musicales
En 1991, L'Opéra de la lune a été adapté sous la forme d'un conte musical pour enfants sur une musique de Jacques Mayoud et Christiane Verger, avec Jacques Mayoud dans le rôle de Michel Morin, Mamadou Diallo dans le rôle du narrateur, Stéphanie Révidat au chant et la chorale « A Cœur joie La Cigale » de Lyon (sous la direction d'Isabelle Guye) dans le rôle des gens. Cette version musicale est parue en 1991 chez Auvidis et a été distribuée en cassette audio avec L'Opéra de la lune seul ainsi qu'en CD audio où ce conte musical était regroupé avec d'autres adaptations musicales d'œuvres de Prévert.
Liste des chansons et dialogues dans la version de 1991 :
1. Op op op (Jacques Mayoud)
2. Une fois, une autre fois (Jacques Prévert, Jacques Mayoud)
3. "C'était une autre fois..." (Jacques Prévert)
4. Quand tu n'es pas là (Jacques Mayoud)
5. "Elle est toujours là" (Jacques Prévert)
6. "Par exemple..." (Jacques Prévert)
7. Plomb, plume (Jacques Prévert, Jacques Mayoud)
8. "Et les gens ne répondaient guère..." (Jacques Prévert)
9. Le ruisseau bleu (Jacques Prévert, Jacques Mayoud)
10. "Et les gens souriaient aussi" (Jacques Prévert)
11. À l'opéra de la lune (Jacques Prévert, Jacques Mayoud)
12. "Et j'ai vu sur la mer..." (Jacques Prévert)
13. Chanson dans la lune (Jacques Prévert, Christiane Verger)
14. "Et les gens chantaient parfois..." (Jacques Prévert)
15. Oh laissez-moi (Jacques Prévert, Jacques Mayoud)
16. "L'école n'était pas chauffée ?" (Jacques Prévert)
17. Il y a trop de bruit (Jacques Mayoud)
18. "Et Michel Morin s'endormait..." (Jacques Prévert)
19. À la nouvelle terre (Jacques Prévert, Jacques Mayoud)

Une autre édition intitulée L'Opéra de la lune, l'opéra des girafes et autres contes pour enfants pas sages  paraît en 2005 chez Naïve sous la forme d'un CD audio, avec une direction de chœur par Renée et Jacques Mayoud.
Une nouvelle adaptation en conte musical composée par Denis Levaillant paraît en 2008 chez Gallimard dans la collection « Jeunesse », sous la forme d'une réédition du livre (avec les illustrations originales de Jacqueline Duhême) accompagnée d'un CD audio. L'histoire est lue par Jacques Bonnaffé et la musique est interprétée par l'Orchestre philharmonique de Radio France sous la direction de Jakub Hrůša. Cette version est rééditée en 2015.
En 2012, Brice Pauset compose un opéra sur le texte de Jacques Prévert, intitulé L'Opéra de la Lune. La création a lieu en mai au Grand Théâtre de Dijon avec l'Orchestre Dijon Bourgogne et le Chœur de l'Opéra de Dijon ; le compositeur dirige lui-même son opéra.